# Biniș, Caraș-Severin
Biniș este un sat în comuna Doclin din județul Caraș-Severin, Banat, România.

## Legături externe

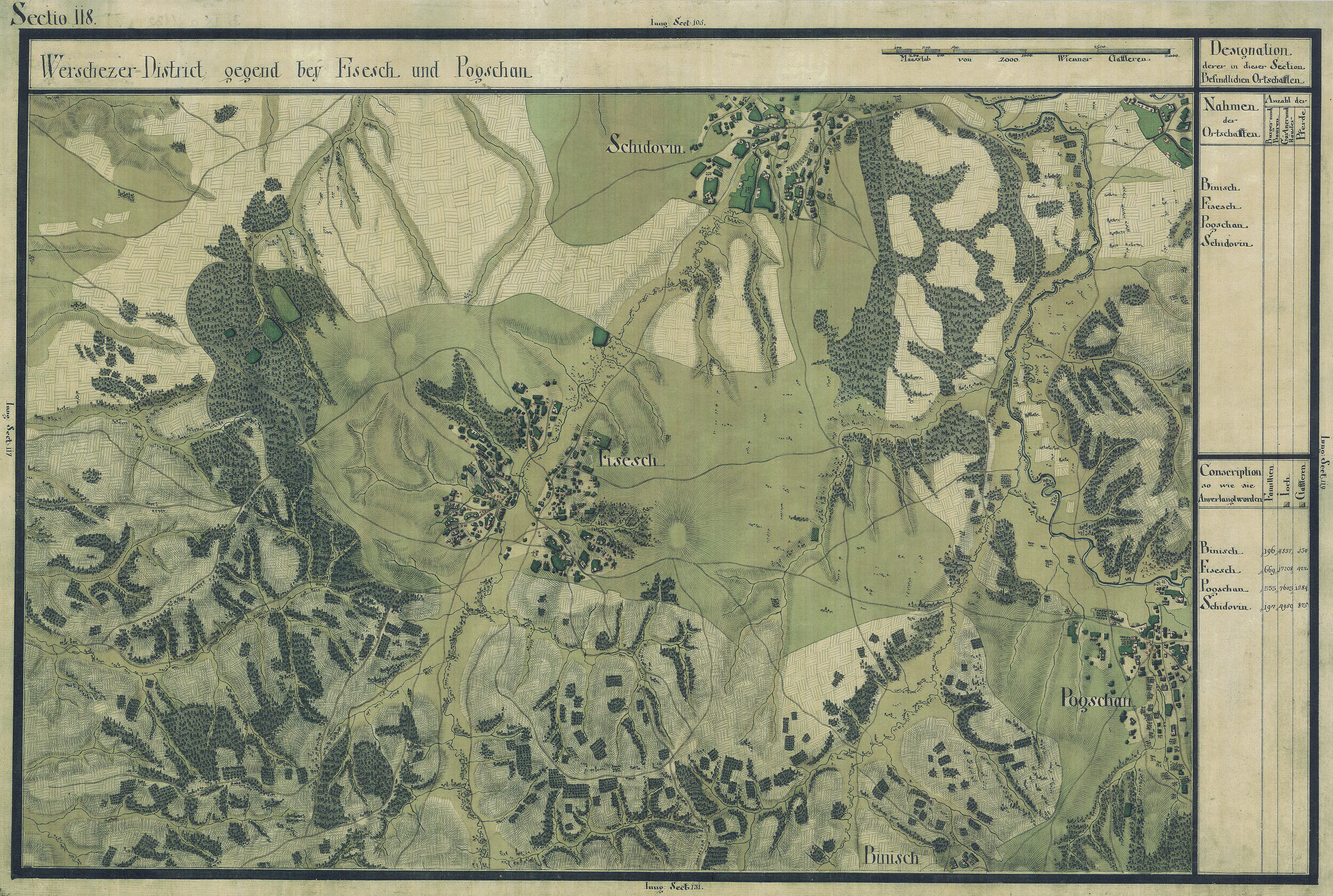
Biniș în Harta Iosefină a Banatului, 1769-72

## Vestigii arheologice
Drumul roman Lederata-Tibiscum se păstrează încă în bune condiții, pe o lungime de 5 km, între  satul Biniș și orașul Bocșa.

## Tradiții
Satul Biniș, aflat la 5 km de orașul Bocșa din județul Caraș-Severin, era cunoscut drept centru de olari încă de pe la jumătatea secolului al XVIII-lea. În perioada interbelică existau acolo aproape 300 de olari, care aveau nu mai puțin de 200 de cuptoare de ars, căci meșteșugul se moștenea din tată-n fiu. Aproape în toate casele, una din încăperi era atelierul de olărit, în care se afla roata, râșnița de măcinat pământ și alte unelte tradiționale, precum și polițele de lemn pe care se înșirau oalele puse la uscat, înainte de a fi arse în cuptorul special. Din Biniș, oalele erau duse cu căruțele la târg, în întreg Banatul. La ora acuală în Biniș mai există doar un olar, Ionică Stepan, în vârstă de 86 de ani.